# Ivan Marojević
Ivan Marojević (pisan i kao Maroević, a u stranim izvorima Johann Freiherr von Maroevich), (Novi kod Gospića, Kraljevina Hrvatska u sastavu Habsburške Monarhije, 1772.  – Beč, Austrijsko Carstvo, 13. ožujka 1831.) hrvatski plemić i časnik u službi Habsburške vojske, s činom pukovnika. 

## Životopis
Ivan barun Marojević rodio se 1772. godine Novom kod Gospića (današnjem Ličkom Novom). U Plemenskom rječniku Ličko-krbavske županije iz 1915. godine, autora Radoslava M. Grujića, navodi se Ivan barun Maroević kao znameniti lički kapetan koji potječe iz plemena Marojevića.
Već u ranoj mladosti je, s trinaest godina, stupio kao kadet u Otočku graničarsku pukovniju. Godine 1788. odaslan je kao pratnja, kasnije proslavljenom, Josipu Filipu Vukasoviću, tada satniku Ličke (Gospićke) graničarske pukovnije, u diplomatskoj misiji u mletački Bokokotorski zaljev i susjednu Crnu Goru. Kasnije je prešao u Slunjsku graničarsku pukovniju, gdje je kao potporučnik (Unterleutnant) sudjelovao i istaknuo se svojom vještinom u Austrijsko-turskom ratu (1787-1791.), i to u bitkama koje su se protiv Turaka vodile na području Like i Korduna. 
U ratu protiv revolucionarne Francuske borio se u Italiji, gdje se u kolovozu 1796. godine, kao natporučnik (Oberleutnant) Otočke graničarske pukovnije, istaknuo u bitki kod jezera Garda. Godine 1798. opet se našao u Boki kotorskoj, gdje je pratio generala Matiju Rukavinu pri njegovu preuzimanju zapovjedništva nekadašnjih mletačkih posjeda u Dalmaciji i Albaniji koje je Habsburška monarhija stekla mirom u Campoformiju, čime je prestala postojati Mletačka Republika. I ovaj put se Marojević pokazao kao vješt i sposoban vojnik, uspostavljajući mir i red, jer je to područje bilo politički i vojno vrlo nemirno, jer je mletačko stanovništvo u gradovima poput Kotora i Risana pružalo otpor, a svoje teritorijalne apetite iskazivali i Turci i Crnogorci.  
Godine 1809. nalazio se Marojević u Dalmaciji i Lici, gdje je sudjelovao u bitkama protiv napoleonove vojske, na čelu s maršalom Marmontom. Imao je čin satnika i zapovijedao je jednom četom sastavljenom od Ličana. Svojom upornošću i vještinom uspio je u mjesecu svibnju u bitkama kod Bilaja i okolnih naselja, prijevoja i mostova, vodivši tada jedan divizion, nanijeti teške gubitke Francuzima, zarobiti im ljudstvo, oružje i streljivo, te spriječiti njihovo daljnje napredovanje. Za izuzetnu sposobnost i pritom iskazanu hrabrost, odlikovan je Viteškim križem Vojnog reda Marije Terezije, koji mu je svečano dodijeljen na 87. promociji 1811. godine. Za svoje zasluge dobio je i barunstvo. 
Službovao je potom u više pukovnija, među kojima i u Prvoj banskoj pukovniji, a u kolovozu 1819. godine, u činu pukovnika, postao je zapovjednik Križevačke graničarske pukovnije. U tom svojstvu je i završio vojnu karijeru u travnju 1830., stupivši u mirovinu nakon 43 godine aktivne službe. Nije, međutim, dugo uživao u njoj, jer je već 13. ožujka 1831. preminuo u Beču u 59. godini života. 

## Vanjske poveznice
- Kratki životopis
- Ivan barun Maroević kao znameniti lički kapetan u Plemenskom rječniku Ličko-krbavske županije iz 1915. godine
- Tekst o pukovniku Maroeviću u Životopisnom leksikonu Austrijskog carstva iz 1867. godine
- Maroević kao satnik u popisu odlikovanih Vojnim redom Marije Terezije  Arhivirana inačica izvorne stranice od 7. kolovoza 2008. (Wayback Machine)
- Ivan Maroević u knjizi o habsburškoj carskoj i kraljevskoj vojsci izdanoj 1831. godine u Beču
- Ivan Maroević u knjizi o carskoj i kraljevskoj vojsci izdanoj 1897. godine